# Raffinerie de Ras Tanura
La raffinerie de Ras Tanura est située à Ras Tanura en Arabie saoudite. Elle est exploitée par la compagnie pétrolière nationale, Saudi Aramco. C'est l'une des plus importantes raffineries de pétrole du monde avec une capacité de raffinage de 550 000 barils par jour.